# Посольство України в Італії

Консульські округи України в Італії

Посольство України в Італії — дипломатична місія України в Італії, знаходиться в Римі.

## Завдання посольства
Основне завдання Посольства України в Римі представляти інтереси України, сприяти розвиткові політичних, економічних, культурних, наукових та інших зв'язків, а також захищати права та інтереси громадян і юридичних осіб України, які перебувають на території Італії.
Посольство сприяє розвиткові міждержавних відносин між Україною і Італійська Республіка на всіх рівнях, з метою забезпечення гармонійного розвитку взаємних відносин, а також співробітництва з питань, що становлять взаємний інтерес. Посольство виконує також консульські функції.

## Історія дипломатичних відносин
Після проголошення незалежності Україною 24 серпня 1991 року Італія визнала незалежність України 28 грудня 1991 року. Дипломатичні відносини з Італією встановлено 29 січня 1992 року. Посольство України засноване 1993 року. Першим Послом незалежної України в Італії став Анатолій Орел.

## Керівники дипломатичної місії
1. Антонович Дмитро Володимирович (1919—1920) Голова місії УНР в Королівстві Італія
2. Орел Анатолій Костянтинович (1992—1997) Надзвичайний і Повноважний Посол України в Італійській Республіці
3. Євтух Володимир Борисович (1997—1999)
4. Гудима Борис Миколайович (1999—2004)
5. Орел Анатолій Костянтинович (2004—2005)
6. Чернявський Георгій Володимирович (2005—2012)
7. Перелигін Євген Юрійович (2012—2020)[2]
8. Мельник Ярослав Володимирович (2020—2025)[3][4]

## Генеральне консульство України в Мілані
1. Яценківський Володимир Володимирович (2006—2010)
2. Картиш Андрій Анатолійович (2010—2016)
3. Горяйнов Роман В'ячеславович (2016—2021)[5]
4. Картиш Андрій Анатолійович (з 2021)

## Генеральне консульство України в Неаполі
1. Карачинцев Володимир Миколайович (2009—2012)[6]
2. Домарецький Леонід Петрович (2012—2016)
3. Гамоцький Віктор Сергійович (2017—2020)[7]
4. Коваленко Максим Володимирович (2020—)[8]